# Criddleïta
La criddleïta és un mineral de la classe dels sulfurs. Rep el nom en honor del doctor Alan J. Criddle (1944, Gal·les del Sud, Regne Unit - 2 de maig de 2002), mineralogista del Museu Britànic per les seves contribucions substancials a la reflectància quantitativa dels minerals i per la seva investigació sobre els minerals opacs. Va ajudar a descriure més de 65 nous minerals i va ser autor del Quantitative Data File (QDF) de Ore Minerals (2a i 3a edicions).

## Característiques
La criddleïta és una sulfosal de fórmula química TlAg₂Au₃Sb₁₀S₁₀. Va ser aprovada com a espècie vàlida per l'Associació Mineralògica Internacional l'any 1987, sent publicada per primera vegada un any després. Cristal·litza en el sistema monoclínic. La seva duresa a l'escala de Mohs es troba entre 3 i 3,5.
Segons la classificació de Nickel-Strunz, la criddleïta pertany a 02.LA.10, sulfosals sense classificar sense Pb essencial, juntament amb: dervil·lita, daomanita, vaughanita, fettelita, chameanita, arcubisita, mgriïta, benleonardita, tsnigriïta, borovskita i jonassonita.

## Formació i jaciments
Va ser descrita a partir de les mostres obtingudes a les mines Golden Giant i Williams, ambdues situades al dipòsit d'or d'Hemlo, a Ontario (Canadà). També ha estat descrita a la pedrera de Viges, a Saint-Dizier-la-Tour (Nova Aquitània, França). Aquests indrets són els únics de tot el planeta on ha estat descrita aquesta espècie mineral.